# 人間活動

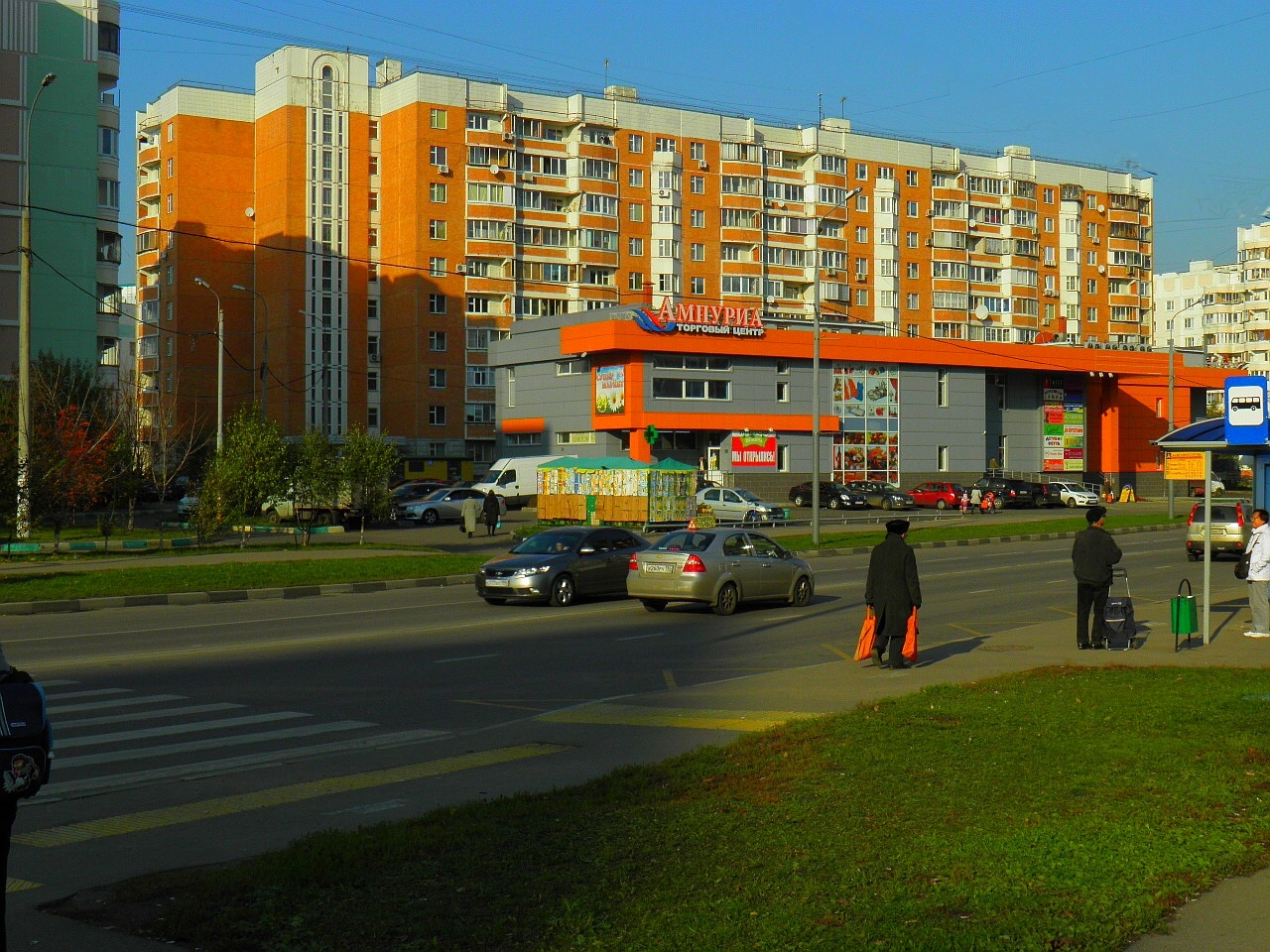
モスクワにおける人間活動の様子

人間活動（にんげんかつどう）とは、地球上においてのヒトが、文明などといった形で行っている活動全般のことを言う。

## 概説
人間活動は環境問題を語る上で用いられている言葉であり、自然環境と対になるような形で用いられている。人間社会による活動が行われるというのは、それだけ人間の生活が向上することではあるが、同時に自然破壊などという形で自然環境が損なわれるということにもなるからである。このことから、環境問題においては人間活動はどのような形で自然破壊を行ってきており、このような問題を解決するためにはどうするべきかが研究されてきている。問題とされているような事柄としては地球温暖化、大気汚染、海洋汚染など多様な問題が挙げられる。例えば地球温暖化においては、人間活動に伴う大量のエネルギーの消費が大気中に大量の二酸化炭素など温室効果ガスを発生させ温室効果を生み出している。こうして環境問題においては、これまでの現在の人間活動が見直され、しばしば批判される立場になる。